# Carex clivorum
Carex clivorum är en halvgräsart som beskrevs av Jisaburo Ohwi. Carex clivorum ingår i släktet starrar, och familjen halvgräs. Inga underarter finns listade i Catalogue of Life.